# Svante

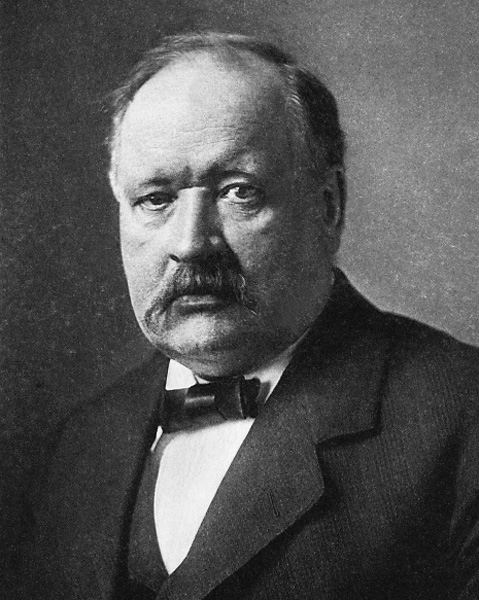
Svante Arrhenius.

Svante är ett mansnamn som kommer av det slaviska (vendiska) namnet Svantopolk med betydelsen 'heligt folk'. Namnet Svante kom in i Sverige genom stormannen Svantepolk Knutsson
Sedan 1960-talet blev namnet allt ovanligare fram till mitten av 1990-talet när trenden åter började peka uppåt. Den 31 december 2019 fanns det totalt 8 164 personer i Sverige med namnet Svante, varav 4 877 med det som tilltalsnamn. År 2014 fick 142 pojkar namnet som tilltalsnamn.
Namnsdag i Sverige: 10 juni, (1993–2000 5 december). I den finlandssvenska namnsdagslängden har Svante namnsdag 10 juni sedan starten 1929, då en egen namnsdagskalender togs i bruk för finlandssvenskar.

## Personer vid namn Svante
- Svante Arrhenius, fysiker, kemist och Nobelpristagare 1903
- Svante Svantesson Banér, landshövding i Uppsala län
- Svante Bergh (1885–1946), konstnär.
- Svante Bergh (född 1943), militär.
- Svante Båth, travtränare
- Svante Carlsson, professor i datalogi
- Svante Elfgren, medlem i rockbandet The Shanes
- Svante Grundberg, skådespelare, författare, regissör och ståuppkomiker
- Carl Svante Hallbeck, illustratör som använde signaturen Svante
- Svante Henryson, tonsättare och musiker
- Svante O. Johansson, f.d. professor, justitieråd
- Svante Karlsson, rocksångare, musiker och producent
- Svante Lindqvist (riksmarskalk) (1948–), en svensk teknikhistoriker
- Svante Lindqvist (riksspelman) (1957–), en svensk musiker och dramatiker
- Svante Lundkvist, politiker (S), f.d. statsråd
- Svante Martin, finlandssvensk skådespelare
- Svante Nordin, idéhistoriker och författare
- Svante Nycander, tidigare chefredaktör på Dagens Nyheter
- Svante Pettersson, banktjänsteman, spelman, kompositör
- Svante Pääbo, genetiker, Nobelpristagare 2022
- Svante Rasmuson, modern femkampare, OS-silver 1984
- Svante Rinaldo, friidrottare
- Svante Larsson Sparre, friherre
- Svante Stockselius, journalist och TV-man
- Svante Sture d.y., riksmarsk
- Svante Nilsson (Sture), riksföreståndare och riksråd
- Svante Säwén, politisk skribent och Opinionsbildare
- Svante Thuresson, jazzsångare
- Svante Weyler, journalist, författare, förläggare